# 绰尔林业局
绰尔林业局是一个位于中华人民共和国内蒙古自治区牙克石市的类似乡级单位，亦是中国内蒙古森林工业集团所属的一个林业局。
绰尔林业局成立于1958年9月28日，位于大兴安岭东南麓，地跨牙克石市、扎兰屯市、鄂温克自治旗，施业区总面积为426580公顷，有林地面积为422014公顷，森林覆盖率为81.26%。

## 行政区划
绰尔林业局下辖以下单位：
河中林场、五一林场、敖尼尔林场、全胜林场、一支沟林场、古营河林场、塔尔气林场。